# FarmVille
FarmVille è stato un browser game, disponibile su Facebook e sviluppato dalla software-house californiana Zynga in Adobe Flash. Ha raggiunto i 13.400.000 utilizzatori giornalieri e un totale di 82,7 milioni di utenti attivi al mese e 29,321 milioni di fan diventando la più diffusa applicazione Facebook. FarmVille nacque come copia del gioco Farm Town già popolare su Facebook.
Il 4 febbraio 2010 Microsoft ha lanciato FarmVille nel suo sito MSN Games.
Era un gioco che simulava la vita di un agricoltore, permettendo ai giocatori di piantare, far crescere e raccogliere piante e alberi virtuali nonché di allevare animali. Ha avuto così successo che nell'estate 2012 è stato lanciato il seguito del gioco: FarmVille 2.
FarmVille ha chiuso definitivamente il 1 gennaio 2021 poiché Adobe ha terminato la distribuzione e l'aggiornamento di Flash Player per tutti i browser web, e anche Facebook ha interrotto completamente il supporto dei giochi Flash dopo il 31 dicembre 2020.

## Modalità di gioco
Inizialmente tutte le componenti del gioco (alberi, animali ed edifici) potevano essere acquistate con le monete guadagnate nel gioco. Nel luglio del 2009 Zynga aggiunse nuovi componenti (es. decorazioni), che potevano essere acquistate esclusivamente con una valuta chiamata "Farm Cash", che poteva essere guadagnata salendo di livello o acquistata con soldi reali (carta di credito o servizi di partner commerciali di Zynga). I livelli presenti nel gioco sono 999.
Quando invece si riceveva un regalo dal menù in basso in cui vi è raffigurato un pacchetto, si apre la finestra contenente i regali ricevuti e inseribili nella propria fattoria.
I regali erano gratuiti, pertanto fare regali comportava un solo guadagno al ricevente, che possiederà un oggetto senza averlo acquistato. Lo scambio dei regali è perciò un mutuo accordo tra i giocatori per arrivare al possesso di più oggetti senza pagarli, o di oggetti addirittura non acquistabili.

### Vicini
Farmville sfrutta gli aspetti di social networking di Facebook. I giocatori possono invitare i loro amici a diventare vicini, riuscendo così a guadagnare denaro e punti esperienza (visitando e aiutando gli amici nelle rispettive fattorie).

### Colture
Ciascuna coltura è caratterizzata dal costo di impianto, dall'esperienza che genera per il giocatore, dal tempo di maturazione, dal guadagno realizzabile e da tre livelli di mastery. Dal 22 ottobre 2009 possono essere coltivati anche i fiori.

### Alberi
Gli alberi da frutta possono essere acquistati o regalati dai vicini, o entrambe le opzioni per alcuni di loro. Ciascun albero è caratterizzato dal "costo" di impianto, dal tempo di "maturazione", dal "guadagno" realizzabile e dal livello necessario per poter acquistare o regalare tale albero.

### Coccarde
Le coccarde (ribbons) sono dei nastri che vengono assegnati al raggiungimento di vari obiettivi. Per ogni obiettivo vengono assegnate quattro coccarde di diverso colore: giallo, bianco, rosso e blu. Per ogni coccarda ottenuta si riceve una ricompensa in denaro, in punti esperienza o con regali. Quando si ottiene una coccarda viene data la possibilità di pubblicare la notizia nella propria homepage di Facebook, dando la possibilità agli amici/vicini più veloci di ottenere un bonus.

## Controversie
All'inizio di ottobre 2009, ci fu una controversia relativamente alla mancanza della bandiera dell'India come possibile decorazione in FarmVille, mentre risultavano disponibili le bandiere di numerose altre nazioni. La notizia fu inizialmente resa pubblica dal quotidiano The Times of India e successivamente fu ripreso da altre fonti di informazione. Alcuni commentatori considerarono questa assenza come un "insulto" al paese, e furono lanciate campagne e sottoscrizioni per aumentare l'attenzione sull'argomento. Dal 9 ottobre oltre 20.000 utenti sottoscrissero una petizione per chiedere a Zynga di aggiungere la bandiera indiana. Ciò generò richieste analoghe da altri utenti di nazioni la cui bandiera non era presente nell'applicazione. Il 13 ottobre furono inserite nel gioco le bandiere dell'India, delle Filippine e del Portogallo mentre risultano ancora mancanti le bandiere di numerosi paesi (tra cui Israele, Polonia e Colombia).
Generalmente FarmVille dà ai suoi utenti denaro virtuale per sottoscrivere numerose offerte pubblicizzate: ad esempio dà del denaro virtuale per registrarsi a Netflix. In alcuni casi FarmVille è stata accusata di operare truffe scam con offerte ingannevoli, come finti sondaggi o test di intelligenza che portavano alla sottoscrizione di servizi a pagamento non desiderati. In un video pubblicato il 9 novembre 2009, Mark Brags (il fondatore di Zynga) illustrando le prassi commerciali della società ha dichiarato: «Ho fatto tutte le cose più orribili del mondo, solo per ottenere subito delle entrate. Voglio dire che abbiamo dato ai nostri utenti delle fiches di poker se avessero scaricato questa toolbar di zwinky, che era tipo, non lo so, l'ho scaricata una volta e non sono riuscito a liberarmene».
Michael Arrington di TechCrunch ha accusato Facebook di permettere a Zynga di continuare con questa condotta perché buona parte del denaro così generato viene reinvestito da Zynga come pubblicità sulla piattaforma Facebook. A causa di questa cattiva pubblicità Zynga ha rimosso tutte le offerte di denaro virtuale dall'8 novembre 2009, e al momento è possibile aumentare il denaro virtuale solo tramite pagamenti diretti. Per queste pratiche commerciali Zynga sta rischiando una potenziale class action legale.